# Colobicones tokarensis
Colobicones tokarensis is een keversoort uit de familie somberkevers (Zopheridae). De wetenschappelijke naam van de soort werd in 2005 gepubliceerd door Okada.